# Lunden (naturreservat)
Lunden är ett naturreservat i Hässleholms kommun i Skåne län.
Området är naturskyddat sedan 2017 och är 9 hektar stort. Det består av en bokskog och en betesmark. En mindre del består av lövsumpskog.